# Vitello grasso
Vitello grasso è un modo di dire della lingua italiana, che trae origine dal Vangelo secondo Luca.

## Origine
Nella Parabola del figliol prodigo, narrata da Gesù, un padre fa uccidere un vitello già ingrassato per festeggiare il ritorno del figliol prodigo (Luca 15,23).
Alle obiezioni del figlio maggiore, che non capisce le ragioni di un simile trattamento, il padre risponde: «Figlio, tu sei sempre con me e tutto ciò che è mio è tuo; ma bisognava far festa e rallegrarsi, perché questo tuo fratello era morto ed è tornato in vita, era perduto ed è stato ritrovato.» (15,31).

## Significato attuale
Oggi l'espressione "ammazzare" (o "uccidere") il "vitello grasso" si usa (spesso in senso parodico) per alludere a un grande festeggiamento, magari causato dal rientro più o meno improvviso di qualcuno, come un fratello che torna da una missione.